# Ghergheasa (gmina)
Ghergheasa – gmina w Rumunii, w okręgu Buzău. Obejmuje miejscowości Ghergheasa i Sălcioara. W 2011 roku liczyła 2493 mieszkańców.